# Хьоньо
Хьоньо (на шведски: Hönö) е град в югозападната част на Швеция, лен Вестра Йоталанд, община Йокерьо. Разположен е на едноименния остров Хьоньо в пролива Категат. Намира се на около 420 km на югозапад от столицата Стокхолм и на около 25 km на запад от центъра на лена Гьотеборг. Има малко пристанище. Хьоньо е най-големият град в общината. Населението на града е 5483 жители, по приблизителна оценка от декември 2017 г.